# ピアノ協奏曲第4番 (サン＝サーンス)

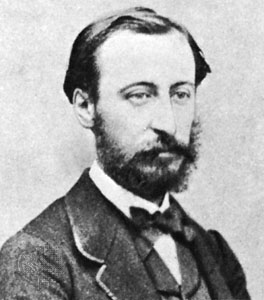
1875年のサン＝サーンス

ピアノ協奏曲第4番 ハ短調 作品44は、カミーユ・サン＝サーンスが作曲した4番目のピアノ協奏曲。

## 概要
1875年に作曲され、同年10月31日にパリでサン＝サーンス自身のピアノ、エドゥアール・コロンヌの指揮でコンセール・シャトレ芸術協会（Association Artistique des Concerts du Châtelet）の最初の演奏会において初演された。音楽的な観点から見れば、5曲のピアノ協奏曲の中でも成功した部類に入り、サン＝サーンスの器楽作品の中でもコンサートなどで取り上げられることが多い作品である。ピアノと管弦楽の対等な扱いの中で交響的な構築が目指されており、実際に素材の一部は1854年に書かれた交響曲のためのスケッチから転用されている。
また、ここで用いられているのが、セザール・フランクやその弟子たちが推進した循環形式である。循環形式を作曲技法として発展させたのはフランクの功績と見なされることが多いが、サン＝サーンスも循環形式のアイディアを独自に育てていた。このピアノ協奏曲において、サン＝サーンスはフランツ・リストのいう「主題変容」の方法を用い、主題を循環させて全曲の音楽的統一を高めた。
楽譜は1877年に出版された。2台ピアノ版がガブリエル・フォーレによって編曲されている。

## 楽器編成
独奏ピアノ、フルート2、オーボエ2、クラリネット2、ファゴット2、ホルン2、トランペット2、トロンボーン3、ティンパニ、弦五部

## 構成
サン＝サーンスのピアノ協奏曲の中で唯一、2楽章で構成されている。これ自体協奏曲では珍しいが、各楽章はさらに細かく分けられている。第1楽章は2部分からなり、第2楽章は3部分（または2部分）からなっている（後にヴァイオリンソナタ第1番（1885年）、交響曲第3番（1886年）が同様の形式を採用している）。演奏時間は約25分。
第1楽章
- 第1部 Allegro moderato　ハ短調、4分の4拍子。
変奏曲形式。まずオーケストラ、ついでピアノが循環主題(I)を奏する。第1部はこの素材のみから構成される。第1変奏はチェロが主旋律を担当する。第2変奏は管楽器が活用される。その後、経過的なコーダが続く。
- 第2部 Andante　変イ長調、4分の4拍子。
序奏つきの自由なソナタ形式。ピアノの軽快なパッセージによる接続句の後、木管楽器がコラール風の循環主題(II)を静かに聞かせる。しかし、この主題が支配権を確立しないうちにピアノが循環主題(III)を出し、続いて両主題の展開部になる。再現部は循環主題(III)のみだが拡大されており、そのまま穏やかなコーダで締めくくる。

第2楽章
- 第1部 Allegro vivace　ハ短調、2分の4拍子。
スケルツォに相当する。ピアノが半音階的なスケルツォ動機（第1楽章第1部に由来する）を軽快に演奏し、やがて循環主題(I)がオーケストラに現れ、ピアノがそれを引き継ぐ。トリオに相当する部分は変ホ長調となり、ピアノが6/8拍子の主題を出す。スケルツォが再現され、ピアノのパッセージで静かに終わる。
- 第2部（第3部への序奏とも考えられる） Andante　ハ短調、4分の4拍子。
この部分は短く、循環主題(III)に基づくフガートで始まるが、第3部への伏線として一度だけ循環主題(II)が姿を現す。
- 第3部 Allegro　ハ長調、4分の3拍子。
ソナタ形式。循環主題(II)をもとにした第1主題は行進曲風の姿になって独奏ピアノの単音で登場する。第2主題は付点リズムとヘミオラが特徴的なもので、展開部においてはこの2主題に加えて循環主題(III)が対位法的に結合される部分がある。ピアノと管弦楽が一体となって音楽は進み、第1主題のみの再現部を経て、堂々たる気分で華やかに全曲を締めくくる。